# 高知弁護士会
高知弁護士会（こうちべんごしかい、Kochi Bar Association）は、日本に52ある弁護士会の一つである。略称は「高弁」（こうべん）。

## 所在地
- 〒780-0928 高知市越前町1丁目5-7

## 業務内容
- 高知県庁・県下各市町村で行なわれる法律相談の運営
- 裁判員制度の普及活動
- 日本弁護士連合会との連携事業